# Takao Suzuki
Takao Suzuki (鈴木貴男?, Suzuki Takao; Sapporo, 20 settembre 1976) è un ex tennista giapponese.

## Carriera
Ottenne il suo best ranking in singolare il 23 novembre 1998 con la 102ª posizione mentre nel doppio divenne il 7 novembre 2005, il 119º del ranking ATP.
Il suo unico successo in un torneo del circuito ATP è stato ottenuto in doppio nel 2005. In coppia con il connazionale Satoshi Iwabuchi trionfò nel Japan Open Tennis Championships, torneo che faceva parte dell'ATP International Series Gold; in quell'occasione superarono la più quotata coppia formata dallo svedese Simon Aspelin e dall'australiano Todd Parry, entrando in tabellone grazie ad una wild card.
In carriera, in singolare, vinse ben sedici tornei del circuito ATP Challenger Series su diciannove finali raggiunte in totale in tornei della stessa categoria.
Ha fatto parte della squadra giapponese di Coppa Davis dal 1995 al 2011, con un bilancio finale di 41 vittorie e 23 sconfitte. Detiene il record di presenze nella selezione giapponese di Coppa Davis, oltre che il record di maggiori vittorie totale e con Satoshi Iwabuchi compone la coppia giapponese di doppio più vincente nella competizione.
Nel 2015 vince il suo ultimo torneo Future in Guam, dove raggiunge la finale anche nel 2017. Nel 2018 disputa solamente un match.
È stato allenato dall'italiano Claudio Pistolesi.

## Statistiche

### Tornei ATP

#### Doppio

##### Vittorie (1)
| Legenda singolare                                 |
| Grande Slam (0)                                   |
| ATP World Tour Finals (0)                         |
| ATP Masters Series / ATP Masters 1000 (0)         |
| ATP International Gold / ATP World Tour 500 (1)   |
| ATP International Series / ATP World Tour 250 (0) |

| N. | Data           | Torneo                                 | Superficie | Compagno         | Avversari in finale      | Punteggio   |
| 1. | 3 ottobre 2005 | Japan Open Tennis Championships, Tokyo | Cemento    | Satoshi Iwabuchi | Simon Aspelin Todd Perry | 5-43, 5-413 |

### Tornei minori

#### Singolare

##### Vittorie (16)
| Legenda tornei minori |
| Challenger (16)       |
| Futures (1)           |

| N.  | Data             | Torneo                                                      | Superficie    | Avversario in finale | Punteggio           |
| 1.  | 24 novembre 1997 | Mumbai Challenger, Mumbai                                   | Cemento       | Barry Cowan          | 6-1, 6-0            |
| 2.  | 29 giugno 1998   | Denver Challenger, Denver                                   | Cemento       | Justin Bower         | 6-3, 4-6, 6-4       |
| 3.  | 6 luglio 1998    | Challenger de Granby, Granby                                | Cemento       | David Caldwell       | 7-6, 6-3            |
| 4.  | 10 agosto 1998   | Binghamton Challenger, Binghamton                           | Cemento       | Diego Nargiso        | 5-2, Ritiro         |
| 5.  | 10 luglio 2000   | Challenger de Granby, Granby                                | Cemento       | Cecil Mamiit         | 7-6, 6-3            |
| 6.  | 24 luglio 2000   | Winnetka USTA Pro Tennis Championship, Winnetka             | Cemento       | Yong-Il Yoon         | 6-2, 6-4            |
| 7.  | 31 luglio 2000   | Lexington Challenger, Lexington                             | Cemento       | Justin Gimelstob     | 2-1 Ritiro          |
| 8.  | 7 agosto 2000    | Binghamton Challenger, Binghamton                           | Cemento       | Yong-Il Yoon         | 6-1, 6-4            |
| 9.  | 29 ottobre 2001  | Keio Challenger, Yokohama                                   | Sintetico (i) | Gouichi Motomura     | 6-2, 6(5)–7, 7–6(4) |
| 10. | 25 febbraio 2002 | Ho Chi Minh Challenger, Ho Chi Minh                         | Cemento       | Mario Ančić          | 6-4, 6-3            |
| 11. | 4 marzo 2002     | All Japan Indoor Tennis Championships, Kyoto                | Sintetico (i) | Mario Ančić          | 6(4)–7, 6-4, 6-2    |
| 12. | 11 marzo 2002    | Osaka Challenger, Osaka                                     | Cemento       | Björn Phau           | 5-7, 6-2, 7–6(4)    |
| 13. | 19 luglio 2004   | Torneio Internacional de Campos do Jordão, Campos do Jordão | Cemento       | Giovanni Lapentti    | 6-4, 6-3            |
| 14. | 5 marzo 2007     | All Japan Indoor Tennis Championships, Kyoto                | Sintetico (i) | Dieter Kindlmann     | 2-6, 7-5, 6-1       |
| 15. | 23 luglio 2007   | Challenger de Granby, Granby                                | Cemento       | Lu Yen-hsun          | 6-4, 6-4            |
| 16. | 16 novembre 2009 | Keio Challenger, Yokohama                                   | Cemento       | Martin Fischer       | 6-4, 7–6(5)         |
| 17. | 31 maggio 2015   | Guam F1, Tumon                                              | Cemento       | Gengo Kikuchi        | 6‑3, 6‑3            |

##### Sconfitte in finale (3)
| N. | Data             | Torneo                                       | Superficie    | Avversario in finale | Punteggio        |
| 1. | 13 luglio 1998   | Aptos Challenger, Aptos                      | Cemento       | Cecil Mamiit         | 7-6, 3-6, 2-6    |
| 2. | 19 novembre 2007 | Keio Challenger, Yokohama                    | Cemento       | Dudi Sela            | 7–6(5), 4-6, 2-6 |
| 3. | 9 marzo 2009     | All Japan Indoor Tennis Championships, Kyoto | Sintetico (i) | Serhij Bubka         | 6(6)–7, 4-6      |

#### Doppio

##### Vittorie (14)
| Legenda tornei minori |
| Challenger (9)        |
| Futures (5)           |

| N.  | Data              | Torneo                                       | Superficie    | Compagno           | Avversari in finale                     | Punteggio        |
| 1.  | 8 aprile 1996     | Nagoya Challenger, Nagoya                    | Cemento       | Satoshi Iwabuchi   | Ben Ellwood Peter Tramacchi             | 7-6, 7-6         |
| 2.  | 9 marzo 1998      | All Japan Indoor Tennis Championships, Kyoto | Sintetico (i) | Kevin Ullyett      | Óscar Ortiz Maurice Ruah                | 4-6, 6-1, 6-4    |
| 3.  | 6 luglio 1998     | Challenger de Granby, Granby                 | Cemento       | Gouichi Motomura   | Bobby Kokavec Frédéric Niemeyer         | 7-6, 6-1         |
| 4.  | 17 agosto 1998    | Bronx Tennis Classic, Bronx                  | Cemento       | Jared Palmer       | Ota Fukárek Gabriel Trifu               | 6-1, 6-2         |
| 5.  | 1º novembre 1999  | Aachen Challenger, Aquisgrana                | Sintetico (i) | Lars Burgsmüller   | Juan Ignacio Carrasco Jairo Velasco Jr. | 7–6(4), 6-4      |
| 6.  | 27 marzo 2000     | Japan F3, Isawa                              | Erba          | Takahiro Terachi   | Natsuki Harada Hiroyasu Sato            | 6-4, 6-3         |
| 7.  | 29 maggio 2000    | Italy F4, Pavia                              | Terra rossa   | Igor Gaudi         | Filippo Messori Davide Scala            | 6-4, 6-4         |
| 8.  | 19 febbraio 2001  | Ho Chi Minh Challenger, Ho Chi Minh          | Cemento       | Eric Taino         | Filippo Messori Vincenzo Santopadre     | 7–6(7), 2-6, 6-4 |
| 9.  | 17 settembre 2001 | Japan F7, Chiba                              | Cemento       | Hiroki Kondo       | Doug Bohaboy Toshiharu Kato             | 4-6, 6-4, 6-4    |
| 10. | 29 ottobre 2001   | Keio Challenger, Yokohama                    | Sintetico (i) | Mitsuru Takada     | Marco Chiudinelli Sebastian Jaeger      | 6-3, 6-4         |
| 11. | 9 settembre 2002  | Japan F7, Saitama                            | Cemento       | Michihisa Onoda    | Thomas Blake Doug Bohaboy               | 6-3, 6-3         |
| 12. | 21 luglio 2003    | Lexington Challenger, Lexington              | Cemento       | Jonathan Erlich    | Matias Boeker Travis Parrott            | 6-4, 6-1         |
| 13. | 24 novembre 2003  | Milano ATP Challenger, Milano                | Sintetico (i) | Davide Sanguinetti | Mariusz Fyrstenberg Marcin Matkowski    | 6-4, 7-5         |
| 14. | 29 giugno 2009    | Japan F9, Sapporo                            | Sintetico     | Hiroki Kondo       | Tatsuma Itō Yuichi Ito                  | 6-3, 7–6(4)      |

##### Sconfitte in finale (5)
| Legenda tornei minori |
| Challenger (5)        |
| Futures (0)           |

| N. | Data              | Torneo                                       | Superficie    | Compagno           | Avversari in finale                | Punteggio            |
| 1. | 17 febbraio 1997  | All Japan Indoor Tennis Championships, Kyoto | Sintetico (i) | Satoshi Iwabuchi   | Mahesh Bhupathi Wayne Black        | 4-6, 7–6(4), 1-6     |
| 2. | 15 settembre 1997 | Champaign-Urbana Challenger, Urbana          | Cemento       | Gouichi Motomura   | Michael Sell Kevin Ullyett         | 6-3, 6-7, 2-6        |
| 3. | 23 novembre 1998  | Portoroz Challenger, Portorose               | Cemento (i)   | Aleksandar Kitinov | Maks Mirny Andrej Ol'chovskij      | 4-6, 6-7             |
| 4. | 28 ottobre 2002   | Aachen Challenger, Aquisgrana                | Sintetico (i) | Thomas Shimada     | Jim Thomas Tom Vanhoudt            | 7–6(4), 6(4)–7, 3-6  |
| 5. | 9 marzo 2009      | All Japan Indoor Tennis Championships, Kyoto | Sintetico (i) | Tatsuma Itō        | Aisam-ul-Haq Qureshi Martin Slanar | 7–6(7), 6(3)–7, 6-10 |